# Municipio de Morlan
El municipio de Morlan (en inglés: Morlan Township) es un municipio ubicado en el condado de Graham en el estado estadounidense de Kansas. En el año 2010 tenía una población de 64 habitantes y una densidad poblacional de 0,22 personas por km².

## Geografía
El municipio de Morlan se encuentra ubicado en las coordenadas 39°12′46″N 99°42′7″O / 39.21278, -99.70194. Según la Oficina del Censo de los Estados Unidos, el municipio tiene una superficie total de 286.2 km², de la cual 286,15 km² corresponden a tierra firme y (0,01 %) 0,04 km² es agua.

## Demografía
Según el censo de 2010, había 64 personas residiendo en el municipio de Morlan. La densidad de población era de 0,22 hab./km². De los 64 habitantes, el municipio de Morlan estaba compuesto por el 98,44 % blancos, el 1,56 % eran afroamericanos. Del total de la población el 0 % eran hispanos o latinos de cualquier raza.